# Pavimento

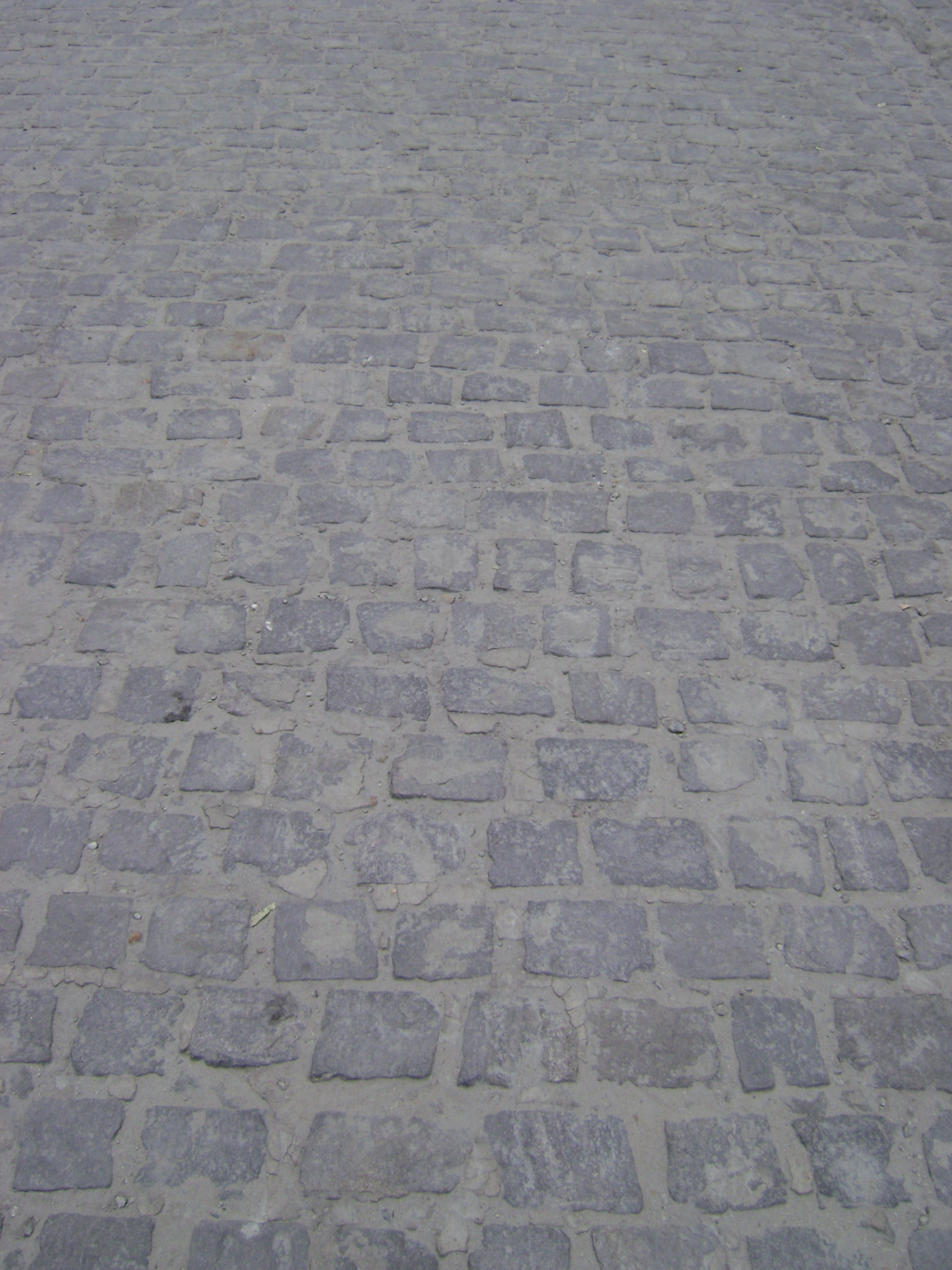
Calçamento em pedra no Apoio Rodoviário do município de Jequié.

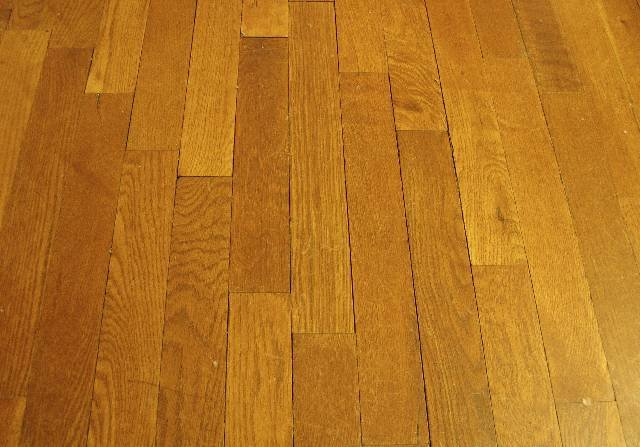
Pavimento em madeira.

Pavimento (do latim pavimentu), também chamado calçamento ou, em linguagem popular, chão,  designa em arquitectura, no caso de ambientes internos, a base horizontal de uma determinada construção (ou as diferentes bases de cada andar de um edifício), ou ainda, as calçadas e faixas de rodagem dos pavimentos externos. 
Serve de apoio a pessoas, animais ou qualquer peça de mobiliário, além de facilitar o deslocamento de pedestres e veículos. Um pavimento pode ter diversos tipos de revestimento (madeira, cerâmica, pedras naturais, pisos elevados, pavimento flutuante, etc).
Em engenharia, é a camada constituída por um ou mais materiais que se coloca sobre o terreno natural ou terraplenado, para aumentar sua resistência e servir para a circulação de pessoas ou veículos. Entre os materiais utilizados na pavimentação urbana, industrial ou rodoviária estão os solos com maior capacidade de suporte, os materiais rochosos, como pedras britadas ou calçamento, o concreto de cimento Portland e o concreto asfáltico.
Uma das primeiras formas de pavimentação foi a calçada romana, construída em várias camadas. Esta grande obra de engenharia permitiu a que vários troços (português europeu) ou trechos (português brasileiro) tenham resistido durante séculos e se encontrem ainda hoje.
Em Portugal, existe uma forma tradicional de pavimentação, a calçada portuguesa, também utilizada em outros países.

## Pavimentação rodoviária
O pavimento na infraestrutura rodoviária é uma estrutura de múltiplas camadas de espessuras finitas, apoiada e construída sobre uma superfície compacta de terraplanagem (designado como subleito) com o objetivo de suportar os impactos causados pelos esforços atuantes do tráfego de veículos e do Intemperismo. Seu dimensionamento propõe condicionar aos usuários boas condições de rolamento, conforto e segurança conforme a NBR 7207/82 da ABNT. No Brasil estas estruturas são dimensionadas para uma vida útil de 10 anos.
Os pavimentos rodoviários são divididos em três tipos básicos, sendo eles:
- Pavimento rígido (pavimento de concreto);
- Pavimento semirrígido (subdividido em tradicional ou invertido);
- Pavimento flexível (pavimento asfáltico).

Sua composição de estrutura de camadas é composta de uma camada de rolamento, base, sub-base e conforme a necessidade pode-se atribuir uma camada de reforço sobre o subleito.

## No Brasil
No Brasil, o dimensionamento de uma estrutura é preconizado pelo método do Manual de Pavimentação do Departamento Nacional de Infraestrutura de Transportes, o DNIT.  Que leva em consideração o tráfego de veículos e o California Bearing Ratio (CBR) do solo.
A primeira estrada brasileira e a ser pavimentada foi a Estrada União e Indústria, a primeira rodovia concessionada do país, ligando a cidade de Petrópolis (RJ) a Juiz de Fora (MG), inaugurada em 23 de junho de 1861 por Dom Pedro II. Idealizada pelo comendador Mariano Procópio possuía sete metros de largura, leito ensaibrado e compactado e macadame, cuidadosamente drenada com valetas de alvenaria.
No Brasil Colonial, eram comuns as seguintes formas de pavimento interno:
- piso de terra batida, com ou sem lastro de madeira;
- piso de ladrilhos de barro cozido, sobre terra batida;
- piso de tábuas corridas de madeira (assoalho), em pavimentos elevados do solo ou sobre lastro de madeira;
- lajeados em pedras comuns ou nobres (ex., mármore).

No mesmo período, entre as formas de pavimento externo, estavam:
- lajeados: lajes de pedra (arenitos, gneisses ou calcários), assentados com argamassa de barro;
- pé-de-moleque: assentamento de seixos rolados (pedras de rio) sobre a terra batida;
- capistrana: assentamento de uma faixa contínua de grandes lajes no meio de uma via pública, ladeada com seixos ou lajes pequenas.

Atualmente, são comuns as seguintes formas de pavimentação:
- pedra irregular (pé-de-moleque);
- paralelepípedo;
- bloco de concreto;
- solo-cimento;
- concreto;
- asfalto.